# Aimé Vaschy
Aimé Vaschy est un ingénieur des télégraphes et mathématicien français né le 9 avril 1857 à Thônes (royaume de Piémont-Sardaigne aujourd'hui Haute-Savoie depuis l'Annexion de la Savoie par la France en 1860), mort à Tournon-sur-Rhône (Ardèche) le 25 novembre 1899 .
Il résout les problèmes posés par la propagation de l’électricité et démontre le rôle de la self-induction dans la transmission du courant par lignes téléphoniques. Répétiteur de physique à l’École polytechnique, il est notamment l'auteur du théorème de Vaschy-Buckingham, l'un des théorèmes de base de l'analyse dimensionnelle.

## Biographie

### Origines familiales

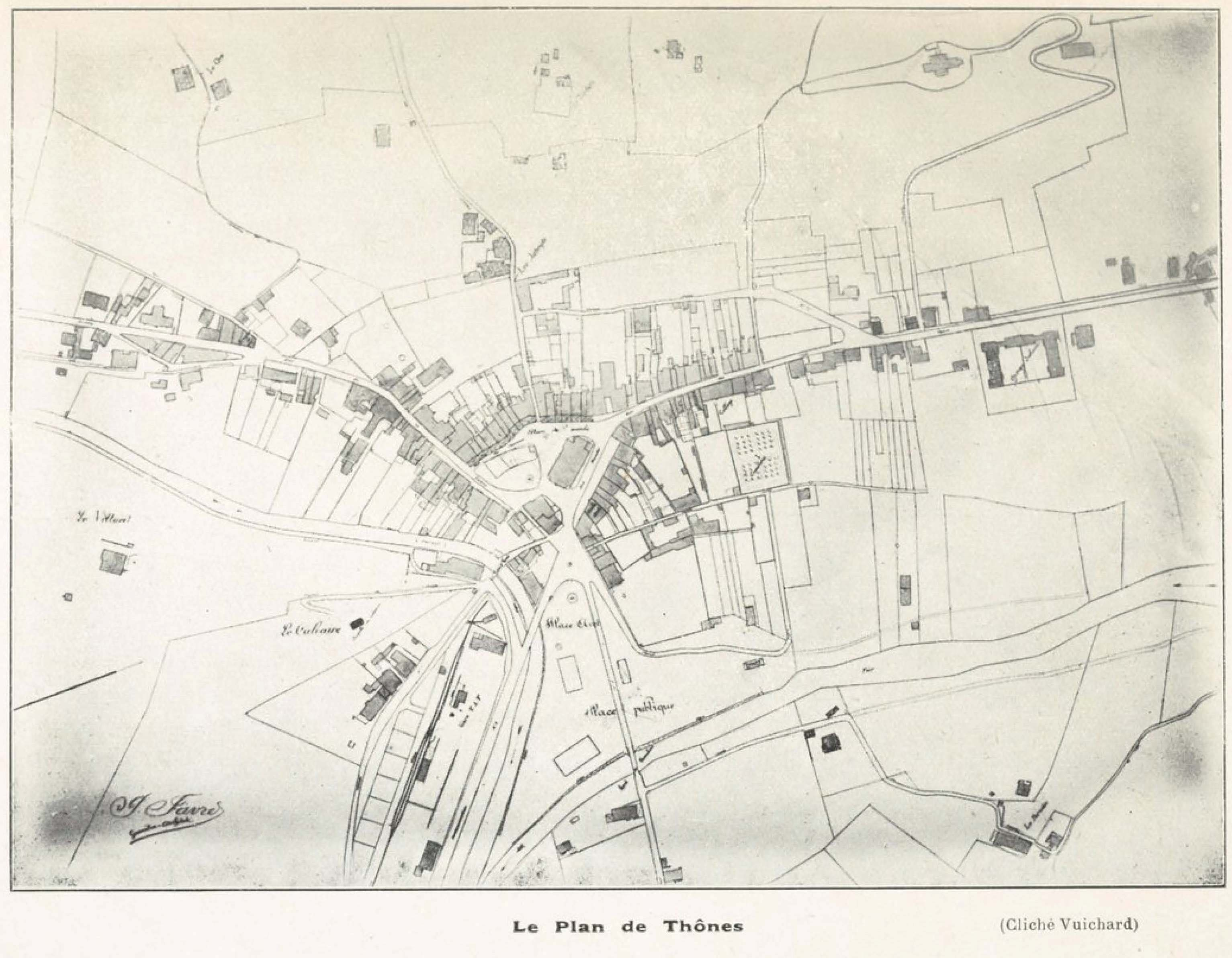
Plan de Thônes

Aimé Vaschy est né le 9 avril 1857 à Thônes dans le royaume de Piémont-Sardaigne, aujourd'hui (Haute-Savoie) depuis le rattachement de la Savoie à la France en 1860, devant les fenêtres du collège de la rue des Clefs qu'il devait fréquenter plus tard. Il est le fils de Joseph Marie Vaschy (1822-1899), simple ouvrier tailleur d'habits, et de Marie Constantin (1835-1900), sage-femme ; il appartient à une famille venue d'Asti à Seyssel vers 1784 et à Thônes vers 1789. C'est le neveu et le filleul d'Aimé Constantin (1831-1900).

### Formation et vie professionnelle

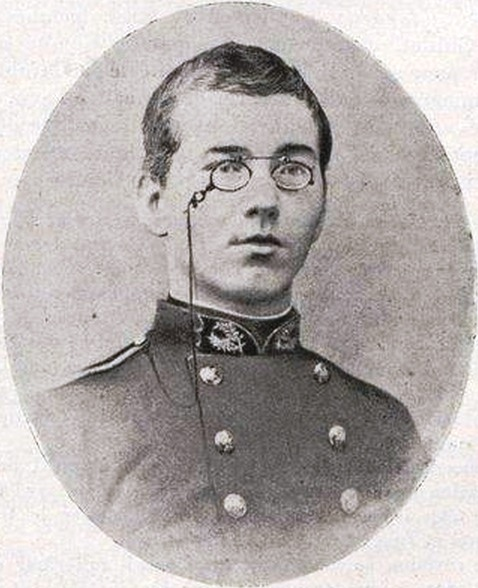
Aimé Vaschy en grand uniforme de polytechnicien

De la mi-octobre 1866 jusqu'en juillet 1871 Aimé Vaschy suit comme externe les cours du collège de Thônes de la sixième à la rhétorique (actuelle classe de 1re), puis il va au collège de Mélan près de Taninges et enfin au collège chapuisien d'Annecy. Il poursuit ensuite ses études au lycée Saint-Louis de Paris ; élève de Mathématiques spéciales, il obtient le second accessit de mathématiques du Concours général des lycées et collèges de Paris et Versailles en 1875. Il est admis la  même année, à dix-huit ans, à l'École polytechnique et le Conseil municipal de Thônes donne le 23 mai 1875 un avis très favorable sur la demande présentée par sa mère à l'effet d'obtenir une bourse et un trousseau complet pour la scolarité de son fils,.
Vaschy sort de l'École polytechnique en 1877 comme ingénieur des télégraphes,. Il se livre presque immédiatement à des travaux scientifiques : sa première œuvre est une note présentée à l'Académie des Sciences pour rectifier une erreur assez importante qui s'est glissée dans l'œuvre d'un maître physicien ; d'autres notes et mémoires suivent, qui constituent des matériaux pour son Traité d'électricité et de magnétisme et sa Théorie de l'électricité.
Il est âgé de vingt-cinq ans lorsque le conseil de perfectionnement de l'École polytechnique le nomme répétiteur auxiliaire de physique le 25 novembre 1882 puis répétiteur adjoint le 19 mai 1890,,. À cette même date, ce même conseil de perfectionnement le nomme, à trente-trois ans et pour une période de trois ans, examinateur d'admission en mathématiques et le reconduit ensuite par périodes de trois ans le 19 mai 1893, puis le 29 mai 1896 ; mais des raisons de santé, empêchent son renouvellement le 21 mai 1899. Dans le même temps, Vaschy est également professeur et sous-directeur à l'École supérieure de télégraphie qui vient d'être créée en 1878.
Vaschy s'intéresse également à tout ce qui concerne sa Savoie natale et Aimé Constantin, son oncle et parrain, membre éminent de la Société Florimontane d'Annecy, trouve en lui le plus précieux des collaborateurs pour l'aider dans ses patientes études de dialectologie. À Paris mais aussi à l'occasion de ses déplacements professionnels, Vaschy ne craint pas en effet de consacrer de longues heures à rechercher dans les collections des musées, tel le British Museum de Londres, les vieux textes en patois savoyard qui y sont conservés et à les transcrire au besoin pour son oncle avec une scrupuleuse exactitude. Il est admis à son tour comme membre actif de cette académie lors de sa séance du 27 janvier 1888.
Épuisé par ses multiples activités, atteint de surmenage intensif,, Vaschy meurt prématurément, à quarante-deux ans, le 25 novembre 1899 à Tournon-sur-Rhône.

### Publications
Travailleur infatigable, Vaschy ne cesse de publier des notes sur la physique mathématique, en particulier sur l'électricité et ses applications à la télégraphie. Il alimente diverses publications de notes et communications diverses sur ses innombrables travaux :
- les Annales télégraphiques[16],[Note 8] ;
- le Journal de l'École polytechnique publié par le Conseil d'instruction de l'établissement[17] ;
- la Revue savoisienne, journal édité par la Société Florimontane d'Annecy[18].

Dès 1886, contrairement à l'opinion générale, il soutient et démontre que la self-induction d'une ligne joue un rôle particulièrement utile pour les transmissions téléphoniques, et — toujours modeste — il suggère à son camarade Barbarat, la manière de faire de nouvelles recherches dans le même ordre d'idées. Ses calculs théoriques, accompagnés d'intéressantes réalisations (entre 1886 et 1889), préparent la téléphonie à grande distance par câbles souterrains.
Vaschy publie en 1892 dans les Annales télégraphiques deux articles intitulés respectivement Sur les lois de similitude en physique et Sur les lois de similitude en électricité dans lesquels il énonce et démontre le théorème qui porte son nom. Les physiciens britanniques, et au premier chef Rayleigh et Froude, avaient beaucoup utilisé l'analyse dimensionnelle dans leurs études de physique, mais sans jamais justifier leur méthode. La « Theory of Sound » de Rayleigh (1877) contient bien un paragraphe intitulé Method of Dimensions, mais où l'auteur se borne aux cas où le nombre d'exposants inconnus est égal au nombre d'équations. Vaschy s'efforce d'aborder la question sous un angle plus général : au chapitre 1 de sa « Théorie de l’Électricité » (1896, cf. infra), il énonce le principe du « théorème des Π » dans toute sa généralité ; malheureusement, cet énoncé n'attirera l'attention des spécialistes qu'en 1911.
A. Vaschy laisse en outre les ouvrages suivants :
- Exercices de mesure électrique, Paris, École supérieure de télégraphie, 1883-1884
- Théorie des Machines magnéto et dynamo-électriques, Paris, Vve Ch. Dunod, 1886, 157 p.
- Cours de mesure électrique, Paris, École supérieure de télégraphie, 1886-1888, 778 p.
- Traité d’électricité et de magnétisme : Théorie et applications, instruments et méthodes de mesure électrique, vol. Tome premier, Paris, Librairie polytechnique, Baudry et Cie, 1890, 430 p. (lire en ligne)
- Traité d’électricité et de magnétisme : Théorie et applications, instruments et méthodes de mesure électrique, vol. Tome second, Paris, Librairie polytechnique, Baudry et Cie, 1890, 340 p. (lire en ligne)
- Sur une propriété générale des champs admettant un potentiel : Essai d'une nouvelle théorie de l'électrostatique - Propriété générale d'un champ quelconque n'admettant pas de potentiel - Sur une propriété générale des champs électriques et magnétiques, Paris, Gauthier-Villars et fils, 1893, 16 p.
- Notes sur l'électricité, Paris, Vve Ch. Dunod, 1893, 79 p.
- Théorème général sur les actions en raison inverse du carré des distances, Paris, Association française pour l’avancement des sciences, congrès de Caen, 1894
- Sur la définition des masses et des forces, Paris, Paris : Gauthier-Villars, 1895 (lire en ligne), p. 5-10
- Théorie de l'électricité : Exposé des phénomènes électriques et magnétiques fondé uniquement sur l'expérience et le raisonnement, Paris, Librairie polytechnique, Baudry et Cie, 1896, 340 p. (lire en ligne)
- Étude des propriétés expérimentales des diverses énergies, Paris, G. Carré et C. Naud, 1897, 51 p.

## Distinction et hommages

### Distinction
Vaschy est nommé Officier d'académie par décret du 24 décembre 1885 du ministre de l'Instruction publique et des beaux arts.
Il est lauréat en 1898 du prix Francœur de 1 000 francs qui récompense l'auteur de découvertes ou de travaux utiles au progrès des Sciences mathématiques pures et appliquées et en 1899 du prix Gegner de l'Académie des sciences.

### Hommages
Une rue de sa ville natale Thônes ainsi qu'une rue d'Annecy portent son nom.